# Primera División de los Emiratos Árabes Unidos 2009-10
La Primera División de los Emiratos Árabes Unidos 2009-10 fue la 35a edición del campeonato de Primera División del fútbol en los Emiratos Árabes Unidos. La temporada se jugó entre el 28 de septiembre de 2008 y el 14 de mayo de 2010. El actual campeón es el Al-Ahli. El ganador de la presente temporada clasifica automáticamente a la Copa Mundial de Clubes de la FIFA 2010.

## Clasificación
| Pos | Equipo        | J  | G  | E | P  | GF | GC | GA  | Pts |
| --- | ------------- | -- | -- | - | -- | -- | -- | --- | --- |
| 1   | Al-Wahda      | 22 | 19 | 1 | 2  | 42 | 15 | 27  | 58  |
| 2   | Al-Jazira     | 22 | 15 | 6 | 1  | 48 | 26 | 22  | 51  |
| 3   | Al-Ain        | 22 | 14 | 3 | 5  | 57 | 29 | 28  | 45  |
| 4   | Al-Ahli       | 22 | 10 | 6 | 6  | 44 | 37 | 7   | 36  |
| 5   | Al Wasl       | 22 | 8  | 5 | 9  | 41 | 40 | 1   | 29  |
| 6   | Sharjah       | 22 | 7  | 7 | 8  | 37 | 36 | 1   | 28  |
| 7   | Al-Shabbab    | 22 | 8  | 4 | 10 | 35 | 44 | -9  | 28  |
| 8   | Bani Yas Club | 22 | 7  | 5 | 10 | 42 | 43 | -1  | 26  |
| 9   | Al-Dhafra     | 22 | 7  | 5 | 10 | 47 | 55 | -10 | 26  |
| 10  | Al-Nasr       | 22 | 7  | 2 | 13 | 37 | 49 | -12 | 23  |
| 11  | Emirates Club | 22 | 4  | 2 | 16 | 37 | 57 | -20 | 14  |
| 12  | Ajman         | 22 | 2  | 2 | 18 | 29 | 68 | -39 | 8   |

|  | Clasificación directa a la Copa Mundial de Clubes de la FIFA y la Liga de Campeones de la AFC |
|  | Clasificación directa a la Liga de Campeones de la AFC                                        |
|  | Desciende la Segunda División.                                                                |

## Goleadores
| Pos. | País                              | Jugador         | Goles | Equipo        |
| ---- | --------------------------------- | --------------- | ----- | ------------- |
| 1    | Bandera de Argentina              | José Sand       | 24    | Al-Ain        |
| 2    | Bandera de Brasil                 | Fernando Baiano | 18    | Al-Wahda      |
| 2    | Bandera de Ecuador                | Carlos Tenorio  | 18    | Al-Nasr       |
| 4    | Bandera de Brasil                 | Marcelinho      | 15    | Sharjah       |
| 5    | Bandera de Nigeria                | Abass Lawal     | 14    | Al-Dhafra     |
| 6    | Bandera de Senegal                | André Senghor   | 13    | Bani Yas Club |
| 7    | Bandera de Mali                   | Modibo Diarra   | 12    | Bani Yas Club |
| 7    | Bandera de Costa de Marfil        | Toni            | 12    | Al-Jazira     |
| 7    | Bandera de Emiratos Árabes Unidos | Mohammed Salem  | 12    | Al-Dhafra     |
| 7    | Bandera de Brasil                 | Pinga           | 12    | Al-Wahda      |
| 7    | Bandera de Brasil                 | Pedrão          | 12    | Al-Shabbab    |